# Juneau County
Juneau County är ett administrativt område i delstaten Wisconsin, USA. År 2010 hade countyt 26 664 invånare. Den administrativa huvudorten (county seat) är Mauston. 

## Geografi
Enligt United States Census Bureau har countyt en total area på 2 083 km². 1 988 km² av den arean är land och 95 km² är vatten. 

### Angränsande countyn
- Wood County - nord
- Adams County - öst
- Columbia County - sydost
- Sauk County - syd
- Vernon County - sydväst
- Monroe County - väst
- Jackson County - nordväst